# Armidale
Armidale är en stad i delstaten New South Wales i Australien. Folkmängden uppgick till 20 102 år 2011. Den centrala stadsdelen i staden heter också Armidale.

## Kommunikationer

### Järnväg
Staden betjänas av järnvägsstationen Armidale Railway Station, som ligger på järnvägsbanan Main Northern Line. Stationen betjänas av tåg som körs av CountryLink mellan Sydney och Armidale.

### Väg
Staden är belägen på landsvägen New England Highway.

### Flyg
Staden betjänas av flygplatsen Armidale Airport.

### Befolkningsutvecklingskällor
- Australian Bureau of Statistics. ”2001 Census QuickStats : Abbotsbury (State Suburb)” (på engelska). http://www.censusdata.abs.gov.au/ABSNavigation/prenav/ProductSelect?newproducttype=QuickStats&btnSelectProduct=View+QuickStats+%3E&collection=Census&period=2001&areacode=SSC11006&geography=&method=&productlabel=&producttype=&topic=&navmapdisplayed=true&javascript=true&breadcrumb=LP&topholder=0&leftholder=0&currentaction=201&action=401&textversion=false. Läst 3 augusti 2012.
- Australian Bureau of Statistics. ”2006 Census QuickStats : Armidale Dumaresq (A) - City (Statistical Local Area)” (på engelska). http://www.censusdata.abs.gov.au/ABSNavigation/prenav/ProductSelect?newproducttype=QuickStats&btnSelectProduct=View+QuickStats+%3E&collection=Census&period=2006&areacode=130150111&geography=&method=&productlabel=&producttype=&topic=&navmapdisplayed=true&javascript=true&breadcrumb=LP&topholder=0&leftholder=0&currentaction=201&action=401&textversion=false. Läst 20 april 2012.
- Australian Bureau of Statistics. ”2011 Census QuickStats: Armidale Dumaresq (A) - City” (på engelska). http://www.censusdata.abs.gov.au/census_services/getproduct/census/2011/quickstat/130150111?opendocument&navpos=220. Läst 3 augusti 2012.